# Gramont (Balma)
Pour les articles homonymes, voir Gramont et Grammont.
Gramont est un quartier de la ville de Balma et de Toulouse. Il est intégré dans le secteur 4 (est) de la ville de Toulouse.

## Origine du nom
Le quartier de Gramont tient son nom du domaine de Gramont, qui s'étendait sur une partie de la plaine de l'Hers et le coteau voisin. Les vestiges de ce vaste domaine agricole consistent en un château, construit au début du XIXe siècle (actuel no 7 chemin de Montredon), et une métairie, construite au milieu du XVIIIe siècle (actuel no 3 chemin de Montredon). Le château est élevé pour Jean-Baptiste Cassaigne, procureur au parlement avant 1789. Il est bâti en plusieurs parties : le corps principal en 1801, la tour ouest en 1818, la tour est et l'orangerie en 1820, la cuisine en 1832. À la mort de Jean-Baptiste Cassaigne (1754-1832), le domaine échoit à son épouse, Nanette de Théron, qui le laisse ensuite à un de ses neveux, le magistrat Édouard Théron de Montaugé. Au début du XXe siècle, il passe à Marie Théron de Montaugé, épouse de Jean Meunier.

## Situation
Le quartier est situé au nord-est de Toulouse et au nord de Balma. À l'ouest se situe le quartier toulousain de la Roseraie et au nord la commune de L'Union.

## Économie
De nombreux centres commerciaux sont implantés dans le quartier. Ils sont principalement situés aux alentours de la station de métro Balma – Gramont, dont cette dernière a contribué à l'essor commercial du secteur.

## Aménagements urbain
Le quartier dispose de centre commerciaux et d'une station de métro depuis 2003.

## Voies de communications et transports

### Transports en commun
- Balma – Gramont
  -   (ou 14140)
  - 2035516872778384
  - 106

### Axes routiers
- Route de Lavaur (M112)

- Autoroute A61 (rocade est) : Accès n°15 (La Roseraie)